# 1440년대
1440년대는 1440년부터 1449년까지를 가리킨다.

## 연호
| 연도   | 중국      | 한국      | 일본        |
| ------ | --------- | --------- | ----------- |
| 1440년 | 정통 5년  | 세종 22년 | 에이쿄 12년 |
| 1441년 | 정통 6년  | 세종 23년 | 가키쓰 원년 |
| 1442년 | 정통 7년  | 세종 24년 | 가키쓰 2년  |
| 1443년 | 정통 8년  | 세종 25년 | 가키쓰 3년  |
| 1444년 | 정통 9년  | 세종 26년 | 분안 원년   |
| 1445년 | 정통 10년 | 세종 27년 | 분안 2년    |
| 1446년 | 정통 11년 | 세종 28년 | 분안 3년    |
| 1447년 | 정통 12년 | 세종 29년 | 분안 4년    |
| 1448년 | 정통 13년 | 세종 30년 | 분안 5년    |
| 1449년 | 정통 14년 | 세종 31년 | 호토쿠 원년 |

## 사건과 동향
- 1443년 : 훈민정음 창제.
- 1446년 : 훈민정음 반포.